# Buraco negro em rotação

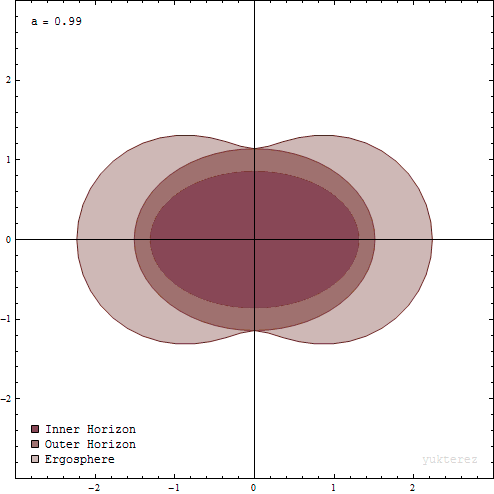
Os limites de um buraco negro de Kerr são relevantes para a astrofísica. Note que não há "superfícies" físicas como tais. Os limites são superfícies matemáticas, ou conjuntos de pontos no espaço-tempo, relevantes para a análise das propriedades e interações do buraco negro.

Um buraco negro em rotação  (buraco negro de Kerr ou buraco negro de Kerr-Newman) é um buraco negro que possui momento angular. É um dos quatro possíveis tipos de buracos negros que podem existir na teoria da gravitação denominada Relatividade Geral. Buracos negros podem ser caracterizados por três (e somente três) grandezas M, J e Q, respectivamente:
- massa M,  (buraco negro de Schwarzschild se J=0 and Q=0)
- momento angular J (buraco negro de Kerr se J diferente de zero e Q=0)
- carga elétrica Q (buraco negro carregado ou buraco negro de Reissner-Nordström se Q diferente de zero e J=0; ou um buraco negro de Kerr-Newman se tanto J e Q diferentes de zero).

|                                     | Sem rotação ({\displaystyle J=0}) | Em rotante ({\displaystyle J\neq 0}) |
| Não carregado ({\displaystyle Q=0}) | Schwarzschild                     | Kerr                                 |
| Carregado ({\displaystyle Q\neq 0}) | Reissner-Nordström                | Kerr-Newman                          |

Buracos negros em rotação são formados no colapso gravitacional de uma estrela massiva em rotação ou do colapso de um conjunto de estrelas com uma média não nula de momento angular. Como muitas estrelas rodam é esperado que a maioria dos buracos negros na natureza são buracos negros em rotação. Em 2006, astrônomos relataram atuais taxas de rotação de buracos negros no Astrophysical Journal. Um buraco negro na Via Láctea, GRS 1915+105, deve ter rotação de 1150 vezes por segundo, aproximando-se do limite teórico superior. Outras detecções têm sido apresentadas na literatura supostamente sendo de tais fontes.
Um buraco negro em rotação pode produzir grandes quantidades de energia no dispêndio de sua energia rotacional. No caso um buraco negro em rotação reduzir-se-á a um buraco negro de Schwarzschild, a configuração mínima da qual nenhuma energia adicional pode ser extraída. A formação de um buraco negro em rotação por uma collapsar (estrela em colapso) é talvez observada como as emissões de erupções de raios gama.

## Ergosferae o processo Penrose
Um buraco negro em geral é rodeado por uma superfície esférica, o horizonte de eventos situado no raio de Schwarzschild, onde a velocidade de escape é igual à velocidade da luz. Nesta superfície, nenhum observador ou partícula pode manter-se num raio constante. É forçado a cair, e por isso este é chamado algumas vezes de limite estático.

Enquanto da perspectiva de um observador em queda, o mergulho em um buraco negro em rotação ocorre em um tempo próprio finito e com rapidez muito alta (esquerda), da perspectiva de um observador coordenado no infinito, eles desaceleram, aproximando-se da velocidade zero no horizonte em relação a uma sonda estacionária no local, enquanto são girados para sempre pelo efeito de arrasto de referencial do buraco negro (direita).

Para o caso de um buraco negro de Kerr, o raio do horizonte dos eventos será dado por:
{\displaystyle r_{h}={\frac {r_{\mathrm {Sh} }}{2}}\left[1+{\sqrt {1-\left({\frac {Jc}{GM^{2}}}\right)^{2}}}\right]},

## Duas superfícies características
Um buraco negro em rotação tem o mesmo limite estático no raio de Schwarzschild mas há uma superfície adicional externa ao raio de Schwarzschild que se denomina "ergosuperfície" (ergosfera) dada por
{\displaystyle \ (r-GM)^{2}=G^{2}M^{2}-J^{2}\cos ^{2}\theta }
em coordenadas Boyer-Lindquist, a qual pode ser intuitivamente caracterizada como a esfera onde "a velocidade rotacional da superfície circundante" é arrastada na velocidade da luz. Internamente a esta esfera o arraste é maior que a velocidade da luz, e qualquer observador/partícula é forçado a uma rotação conjunta.

Órbita progressiva limitada ao redor de um buraco negro girando com um parâmetro de giro de a/M=0,9.

A região externa ao horizonte de eventos mas dentro da esfera onde a velocidade rotacional é a velocidade da luz, é chamada ergosfera (do grego ergon significando trabalho). Partículas caindo dentro da ergosfera são forçadas a girarem mais rápido e desse modo ganham energia. Porque elas ainda estão externamente ao horizonte de eventos, elas podem escapar do buraco negro em rotação. O processo básico é que o buraco negro em rotação emite partículas energéticas ao custo de sua própria energia total. A possibilidade de extrair-se energia rotacional de um buraco negro em rotação foi primeiramente proposta pelo matemático Roger Penrose em 1969 e é assim chamado processo Penrose. Buracos negros em rotação em astrofísica são uma fonte potencial de grandes quantidades de energia e são usados para explicar fenômenos energéticos, tais como erupções de raios gama.
Um buraco negro em rotação é muito diferente de um buraco negro de Schwarzschild no que a rotação de um buraco negro irá causar a criação destas duas superfícies de comportamento e natureza um tanto diversa, uma interna e uma mais externa. Na medida em que a rotação cresce, o horizonte dos eventos interno move-se para fora, e a externa move-se para dentro. Se a rotação é grande o suficiente, as duas irão eventualmente fundir-se e reduzir-se à singularidade.
Devido às duas superfícies características, um buraco negro em rotação é também levado a ter duas esferas de fótons, uma interna e outra externa. Quanto maior a rotação de um buraco negro é, mais distantes uma da outra as esferas de fótons movem-se. Um feixe de luz viajando numa direção oposta a rotação do buraco negro irá orbitar em uma direção oposta a da rotação do buraco negro na esfera de fóton externa. Um feixe de luz viajando na mesma direção da rotação de um buraco negro irá orbitar na esfera de fótons interna.

## Métrica de Kerr, métrica de Kerr-Newman

Buraco negro rotativo da perspectiva do observador distante. Os diferentes quadros mostram o buraco negro de ângulos diferentes.

Um buraco negro em rotação é uma solução das equações de campo de Einstein. Esta solução, a simetria axial da métrica do espaço tempo associada com um ponto de massa contendo momento angular e vácuo externamente, foi obtida por Roy Kerr em 1963 e é chamada métrica de Kerr. Em 1965, Ezra Newman encontrou a solução de simetria axial para a equação de campo de Einstein para um buraco negro o qual está tanto em rotação quanto eletricamente carregado. Esta solução é chamada de métrica de Kerr-Newman. Um buraco negro com carga e rotação tem o mesmo raio giromagnético que um elétron. Este momento magnético dividido pelo momento angular é igual a sua carga dividida pela massa.
Quando as métricas de Kerr e Kerr-Newman são soluções válidas para equação de campo de Einstein, a região interior da solução aparenta ser instável, muito como um "lápis balançando" sobre este ponto (Penrose 1968). Conseqüentemente alguns cuidados devem ser tomados para distinguir a simetria axial da geometria interior da métrica de Kerr da geometria interior de um buraco negro formado por colapso gravitacional, o qual é provavelmente não simétrico axialmente.

## Buracos negros de Kerr como "buracos de minhoca"
Por causa destes dois horizontes de eventos, pode ser possível evitar-se o contato com a singularidade de um buraco negro em rotação, se o buraco negro tem uma métrica de Kerr. No horizonte de eventos externos, as propriedades do espaço-tempo permitem que os objetos se movam somente para a singularidade. Entretanto, quando um objeto passa o horizonte dos eventos, o objeto está apto a mover-se em direções diversas da singularidade, passa completamente outro conjunto de superfícies, interna e externa, e emerge para fora do buraco negro em outro universo ou outra parte deste universo sem viajar mais rápido que a velocidade da luz (seguindo um padrão tempo). Infelizmente, é improvável que esta métrica interior de um buraco negro seja a métrica Kerr. Entretanto, não é atualmente conhecido se a atual geometria de um buraco negro em rotação deva fornecer uma rota de escape similar para um viajante em queda pelo horizonte interno.

## Desenvolvimentos
Tal métrica guarda relações e com a segunda lei da termodinâmica e gravitação para buracos negros.
Estuda-se tal métrica como associação a questões relacionadas à teorias de gravitação quântica, assim como teorias relacionadas as branas e para tratamentos de gravitação Einstein-Maxwell-"dilaton", assim como tratamentos de tal métrica e suas relações com a teoria das cordas.
Observações do Rossi X-Ray Timing Explorer têm mostrado a existência de oscilações periódicas de alta frequência (HFQPOs do inglês high frequency quasi-periodic oscillations) um número de sistemas binários de buracos negros.
Novos métodos para o cálculo de massas de buracos negros em rotação têm sido apresentados.